# Za sve ove godine
Za sve ove godine drugi je studijski album bosanskohercegovačkog pop rock sastava Crvena jabuka, koji izlazi 1987., a objavljuje ga diskografska kuća Jugoton. Album posvećuju stradalim momcima.
Nakon smrti Dražen Ričla i Aljoše Buhe u automobilskoj nesreći 1986., vodeći vokal sastava postaje Dražen Žerić dok će se novi basist pojaviti (Nikša Bratoš) tek na sljedećem albumu Sanjati.

## Popis pjesama
Tekstovi i glazba: Zlatko Arslanagić. 
| 1.  | »Otrov«                      | 3:19 |
| 2.  | »Tugo, nesrećo«              | 3:14 |
| 3.  | »Za sve ove godine«          | 3:47 |
| 4.  | »Dođi kod mene«              | 2:37 |
| 5.  | »Nema više vremena«          | 2:54 |
| 6.  | »Umrijeću noćas od ljepote«  | 3:17 |
| 7.  | »Ako, ako«                   | 3:30 |
| 8.  | »Uzmi me kad hoćeš ti«       | 3:35 |
| 9.  | »Hajde, hajde de, opusti se« | 3:20 |
| 10. | »Da je samo malo sreće«      | 3:40 |
| 11. | »Jedina«                     | 3:36 |
| 12. | »Osim tebe ljubavi«          | 1:57 |

## Izvođači
Sve pjesme napisane lipnja, srpnja i kolovoza 1986. Materijal su pripremili: Aljoša Buha, Dražen Ričl, Darko Jelčić, Zlatko Arslanagić i Dražen Žerić.
- Darko Jelčić - bubnjevi
- Zlatko Arslanagić - gitara
- Zlatko Brodarić - gitara ( gost )
- Dražen Žerić - vokal, klavijature